# Dereham
Dereham, nota storicamente anche come East Dereham, è una cittadina di 15 659 abitanti della contea del Norfolk, in Inghilterra.
Essa è famosa per la "fontana di santa Vitburga", che sarebbe sgorgata improvvisamente nel 974, sul luogo ove giaceva la salma della santa, deceduta oltre due secoli prima, quando Brithnoth, abate della Cattedrale di Ely, la trafugò per trasportarla ad Ely.

## Amministrazione

### Gemellaggi
- Caudebec-lès-Elbeuf, Francia
- Rüthen, Germania